# Ферари 248 F1
Ферари 248 F1 е състезателна кола на Ферари, конструирана за Световния шампионат на ФИА - Формула 1, сезон 2006. Дизайнери на болида са Рори Бърни и Алдо Коста.